# Théâtre d'ombres khmer
Le théâtre d'ombres khmer (khmer: Sbek Thom, littéralement "les grands cuirs") est  considéré au Cambodge comme un art sacré comme le ballet royal ou le théâtre masqué. Les marionnettes sont très grandes, taillées dans une seule pièce de cuir colorée avec de l'essence de kandaol (Careya sphaerica). Elles représentent  les divinités du Reamker (en), la version khmère du Rāmāyana.
« Le Sbek Thom, théâtre d’ombres khmer » a été inscrit par l'UNESCO en 2008 sur la liste représentative du patrimoine culturel immatériel de l’humanité,.